# 约翰·马歇尔 (肯塔基州)
约翰·马歇尔（John Marshall，1856年5月24日—1922年8月19日），是美国第27任肯塔基州副州长；时任肯塔基州州长是威廉·S·泰勒。两人最终均因泰勒诉贝克汉姆案被联邦最高法院宣布撤职。